# شکریه اصیل
شکریه اصیل فعال حقوق بشر اهل افغانستان است.
از سال ۲۰۱۰ او به عنوان یکی از چهار عضو زن شورای ولایتی بغلان خدمت می‌کرد و تا سال ۲۰۱۲ رئیس بخش فرهنگ و اطلاعات ولایت بغلان بود.
وی همچنین برندهٔ جوایزی همچون جایزه بین‌المللی زنان شجاع شده‌است.